# OGLE-2005-BLG-169Lb
OGLE-2005-BLG-169Lb – planeta pozasłoneczna orbitująca wokół gwiazdy OGLE-2005-BLG-169L po orbicie o promieniu około 4,0 j.a., prawdopodobnie o masie około 14,1 mas Ziemi. Na powierzchni planety panują temperatury rzędu –200°C.
Jest to najprawdopodobniej lodowy olbrzym (odmiana gazowego olbrzyma podobnego do Urana lub Neptuna) lub superziemia z powierzchnią pokrytą lodem.